# Spiral Jetty
La Spiral Jetty, traduït escullera en espiral, és una gegantina escultura de l'artista nord-americà Robert Smithson (1938-1973) a la penínsulda de Rozel Point a la riba nord-oriental Gran Llac Salat al desert de l'estat de Utah. És una obra que s'inscriu en el moviment d'art natura.

## Descripció
Smithson va realitzar una escullera amb unes 5.000 tones de blocs de basalt negre. Va ser construïda el 1970, mitjançant potents màquines per al moviment de les pedres. L'obra comença a la riba del Gran Llac Salat i hi penetra, i forma una espiral en sentit contrari al de les agulles del rellotge, i deixant entre les línies de pedra un doble passadís a la sorra.
Com tota obra d'art natura, és fortament sotmesa a l'intemperie, fet que els artistes que fan aquest estil d'art tenen en compte des del principi. Preveuen i accepten que l'obra canviara o al final sera destruïda per les forces de la natura.
Després de la construcció, l'obra havia de submergir quan va pujar el nivell de l'aiguadel llac, i va quedar durant anys completament submergida. Amb la sequera que va seguir, el nivell de l'aigua va baixar i l'escultura va tornar a emergir. Va aparèixer molt canviada, perquè la sal de l'aigua havia blanquejat molt la negror del basalt. A més, el llot s'havia acumulat entre les esquerdes i així n'havia suavitzada la superfície.
L'obra pertany a la Fundació Dia Art que n'estudia els canvis que el temps hi produeix.

### Variació des del punt d'observacio
Es pot observar l'Spiral Jetty des de tres punts d'observació:
- vist des de l'aire, l'obra pot ser apreciada completa, juntament amb el medi ambient on opera;
- vist des del terra, el treball es pot percebre a una escala més gran i aïllat del context general del paisatge;
- observat des de l'obra, és immens i envolupant, que l'observador no pot percebre en la seva totalitat amb una única mirada, però es pot veure en detall les roques que formen l'aigua i cristalls de la sal.

### Video
Smithson va fer una pel·lícula documental de la realització, titulada Spiral Jetty, amb una durada de 35 minuts i que l'artista considera com una part integral de l'obra junt amb la construcció real. El Museu d'Art Contemporani de Barcelona en conserva un exemplar.